# Muzeul Satului Maramureșean

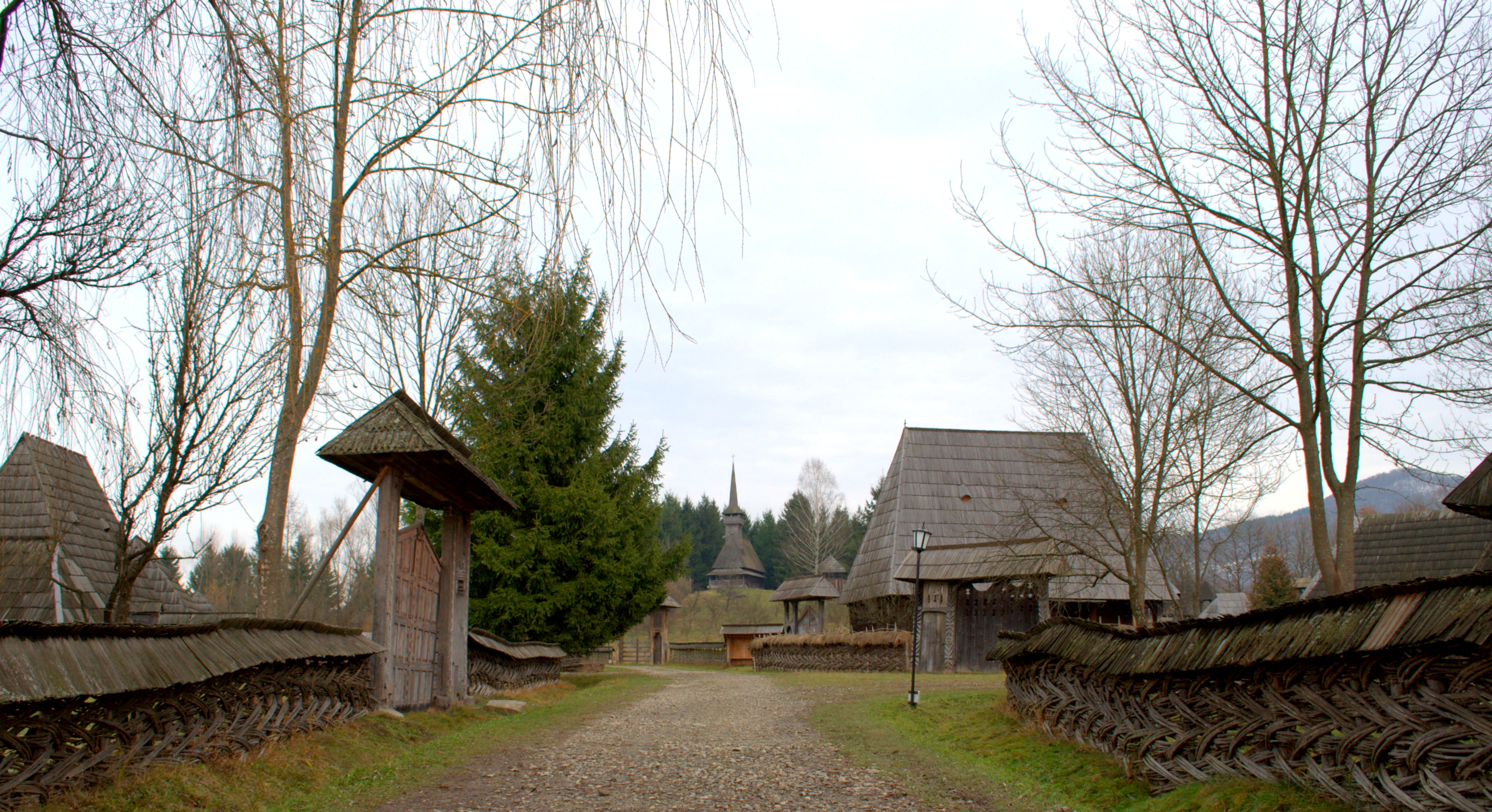
Biserica, centrul emoțional al satului maramureșean

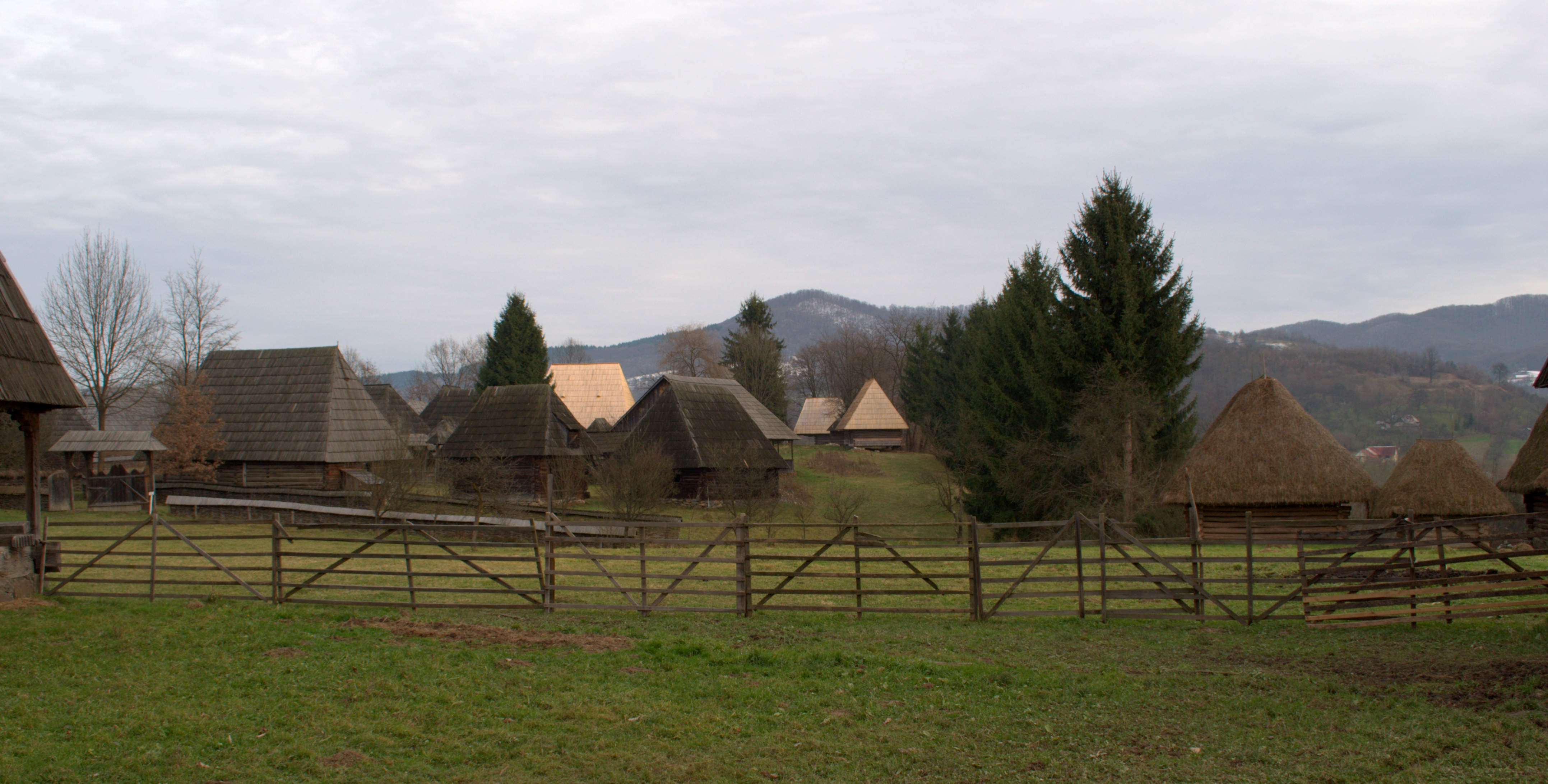

Muzeul Satului Maramureșean este un obiectiv turistic situat în orașul Sighetu Marmației, județul Maramureș, deschis în anul 1981, care grupează, în principal, o colecție de case specifice zonei Maramureșului.
Muzeul a fost inaugurat la 30 mai 1981, după o muncă asiduă de colecționare a exponatelor, începută în 1972 și care continuă și în prezent, prin achiziționarea de noi obiective, în ciuda subfinanțării muzeului. 
Muzeul cuprinde peste 30 de gospodării, unele mobilate complet cu piesele originale. Casele și gospodăriile conservate, sunt grupate pe principalele subzone ale Maramureșului istoric: Cosău-Mara și Iza Inferioară până la Strâmtura, Iza Mijlocie, Vișeu-Borșa, subzona Tisei și bazinul Ruscovei. Pe lângă gospodăriile românești au mai fost reconstruite o locuință ucraineană, una maghiară și doua case evreiești (în interiorul uneia fiind amenajată o sinagogă sătească). 
Toate ulițele și potecile din satul recreat în cadrul muzeului de pe Delul Dobăieș converg către biserică. Biserica de lemn este cea mai veche construcție din muzeu (sec. al XVI-lea), ridicată din materiale refolosite de la o biserică mai veche (unele bârne fiind datate dendrocronologic între anii 1572 și 1614) și a fost adusă din satul Oncești de pe valea Izei.
Directorul muzeului și cel care a avut o contribuție majoră la înființarea Muzeului Satului a fost profesorul Mihai Dăncuș.

## Galerie de imagini

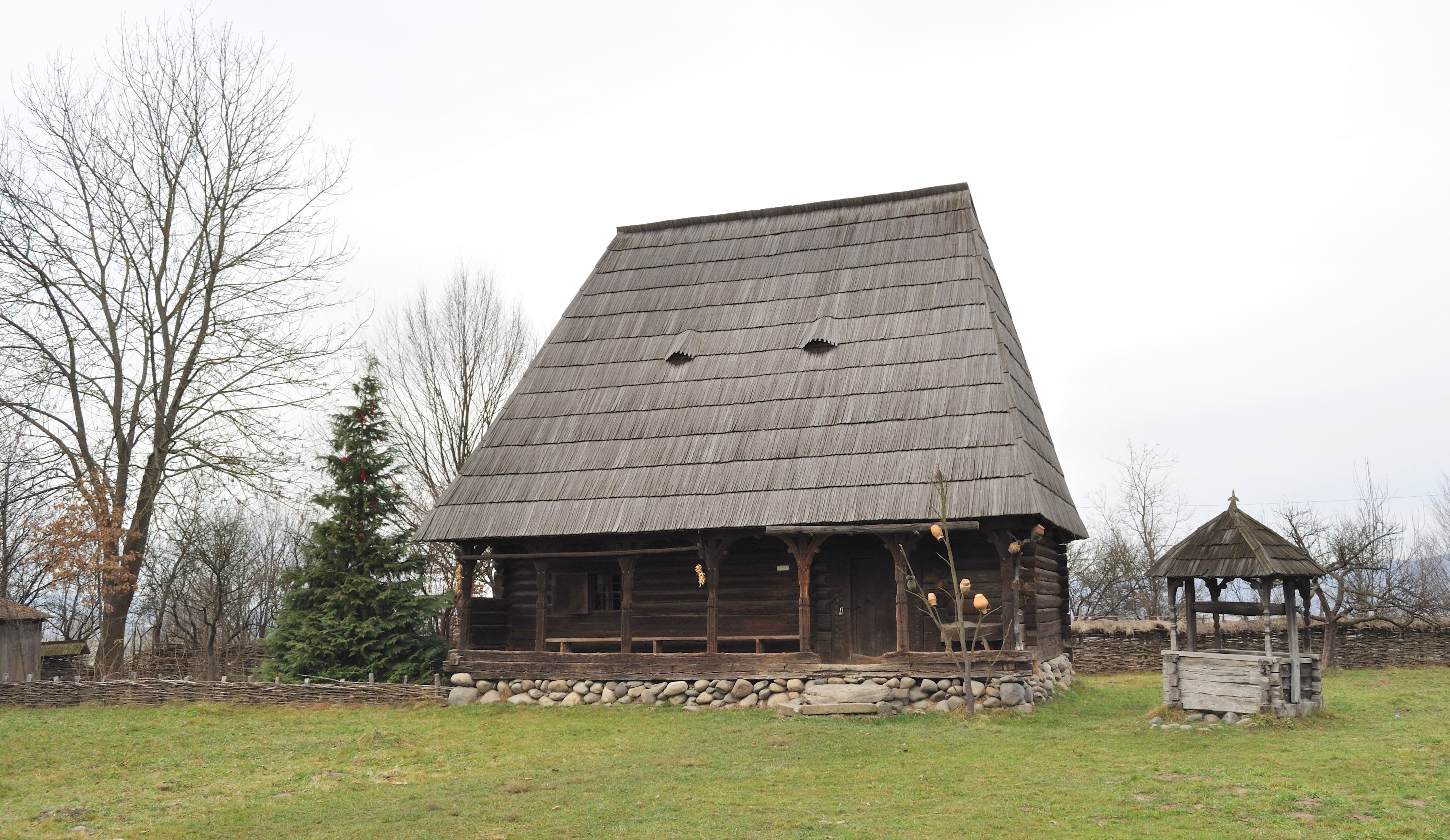
Casa Marinca, Sârbi, Valea Cosăului (1785)
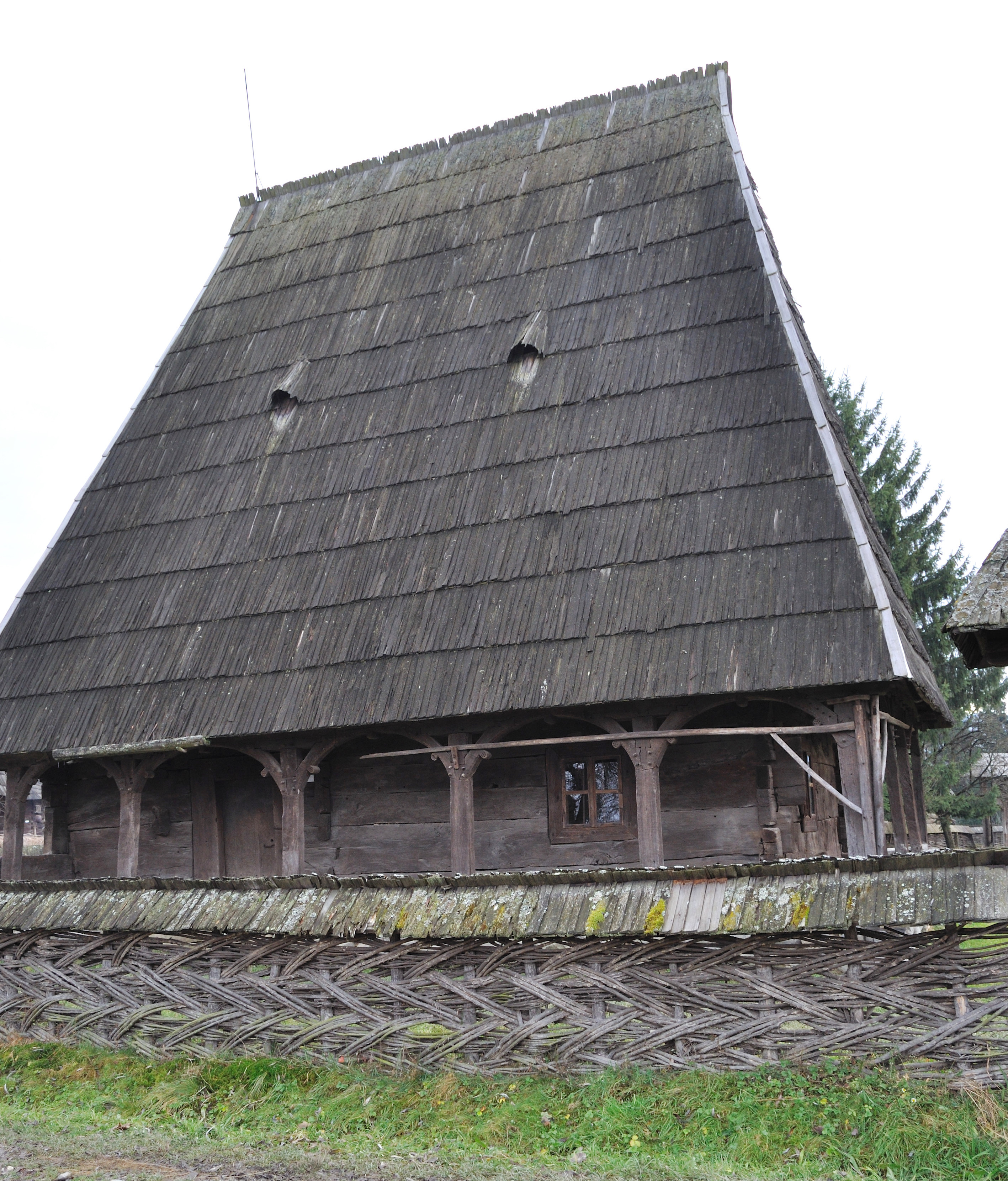
Casa Tivadar, Călinești, Valea Cosăului (1611)
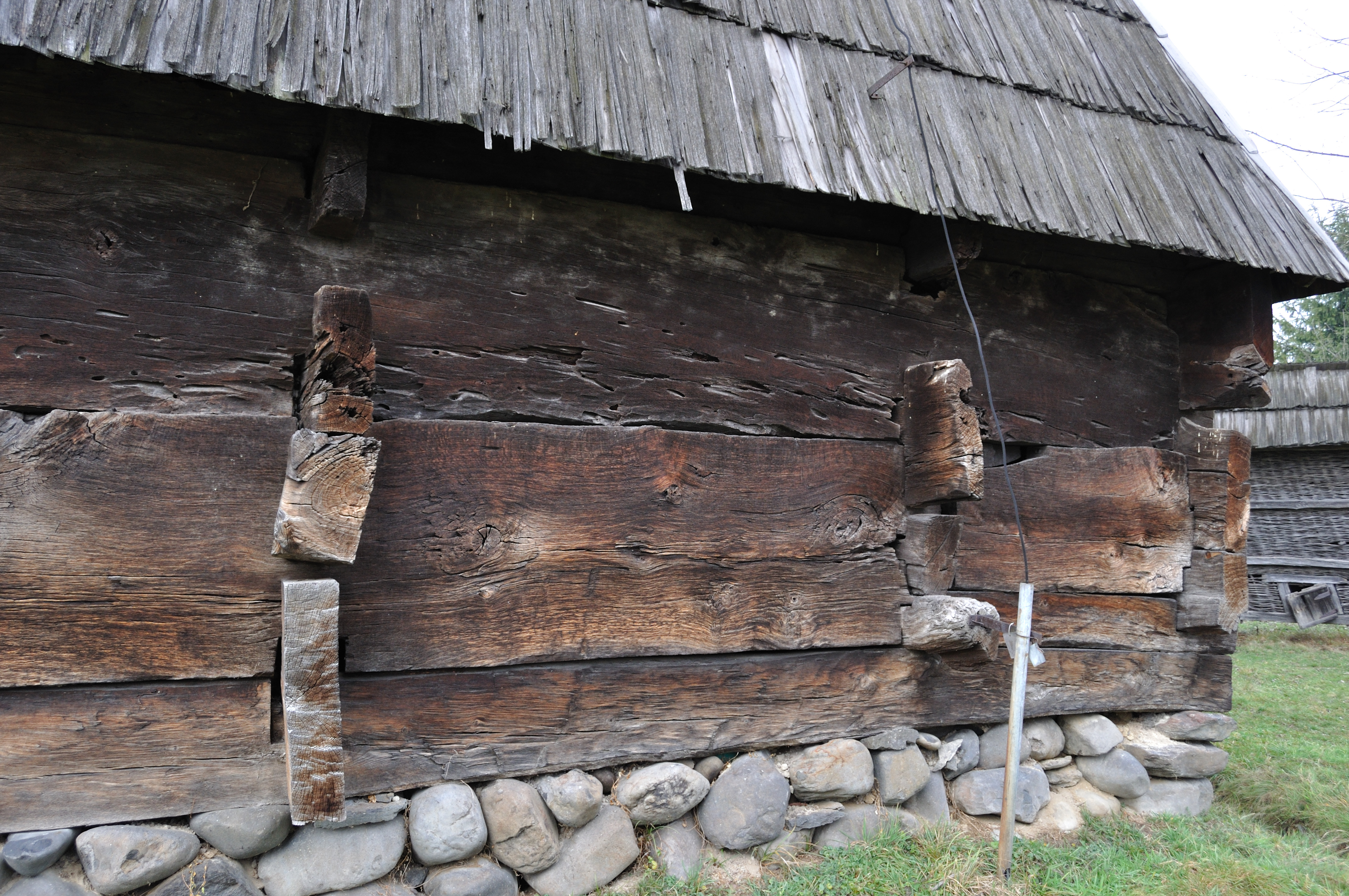
Gospodărie construită din bârne provenite de la un gorun cu o grosime de cel puțin 3 m
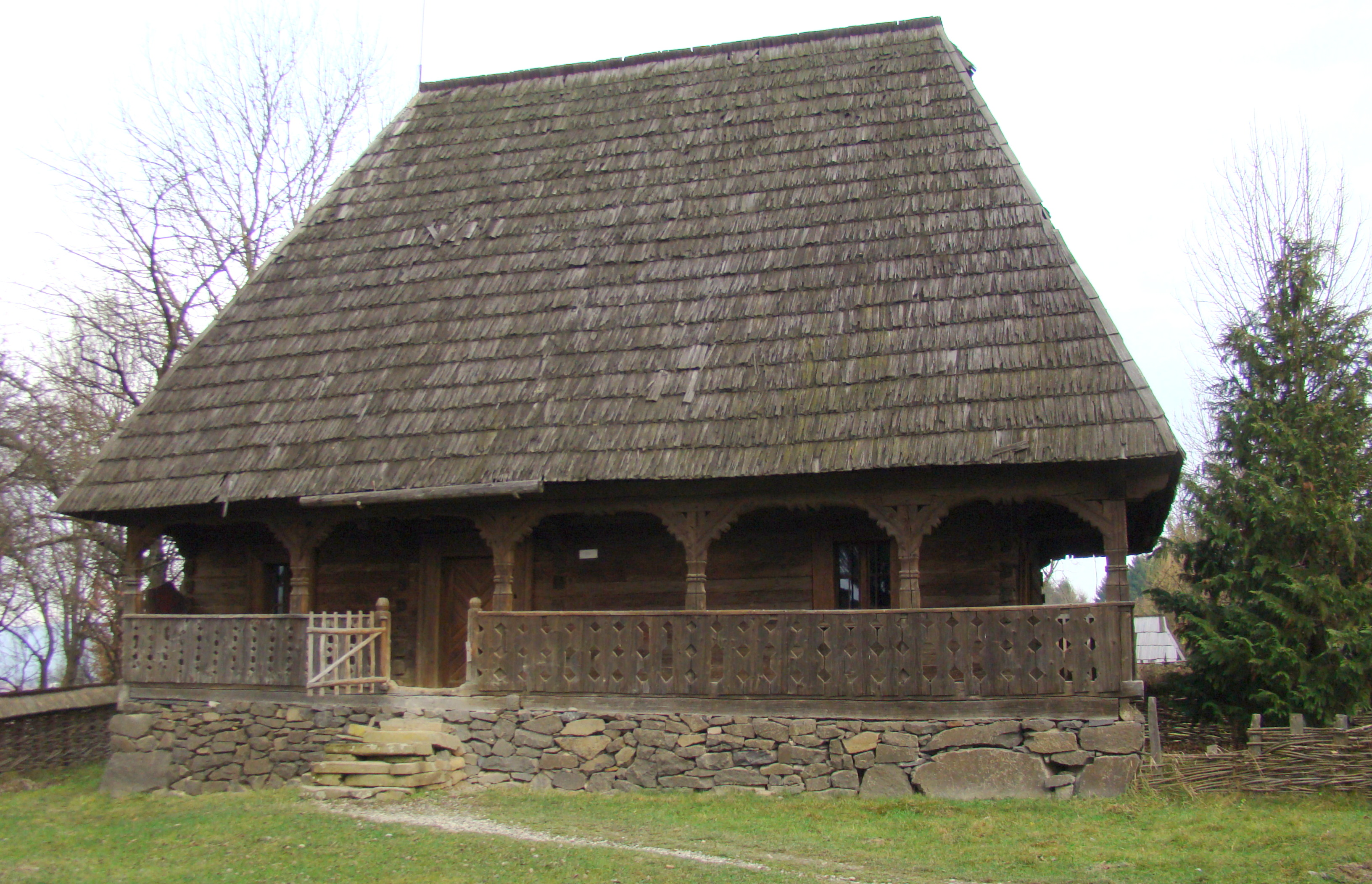
Casa Ilea, Călinești, Valea Cosăului (sec. XIX)
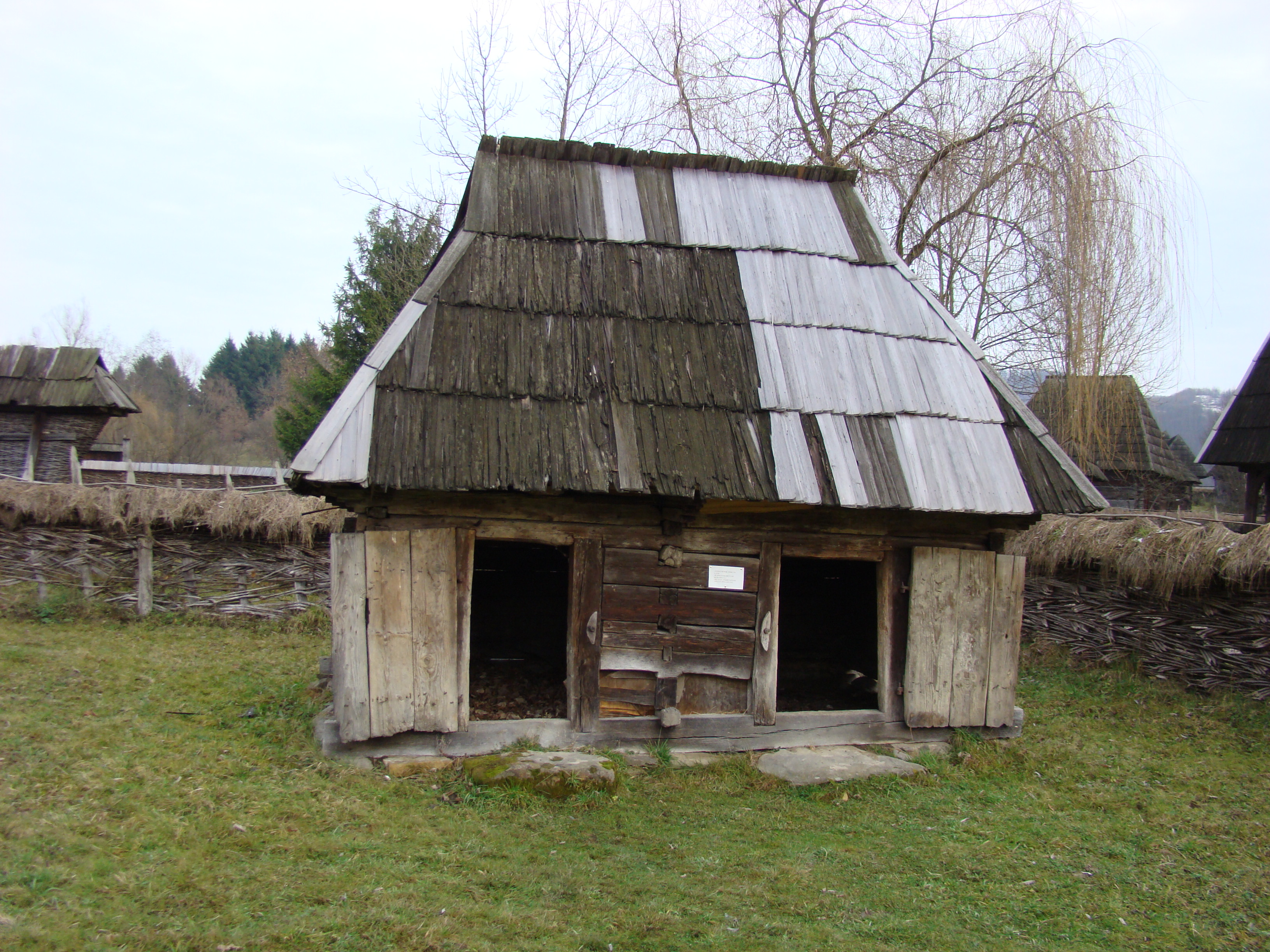
Coteț pentru porci și găini
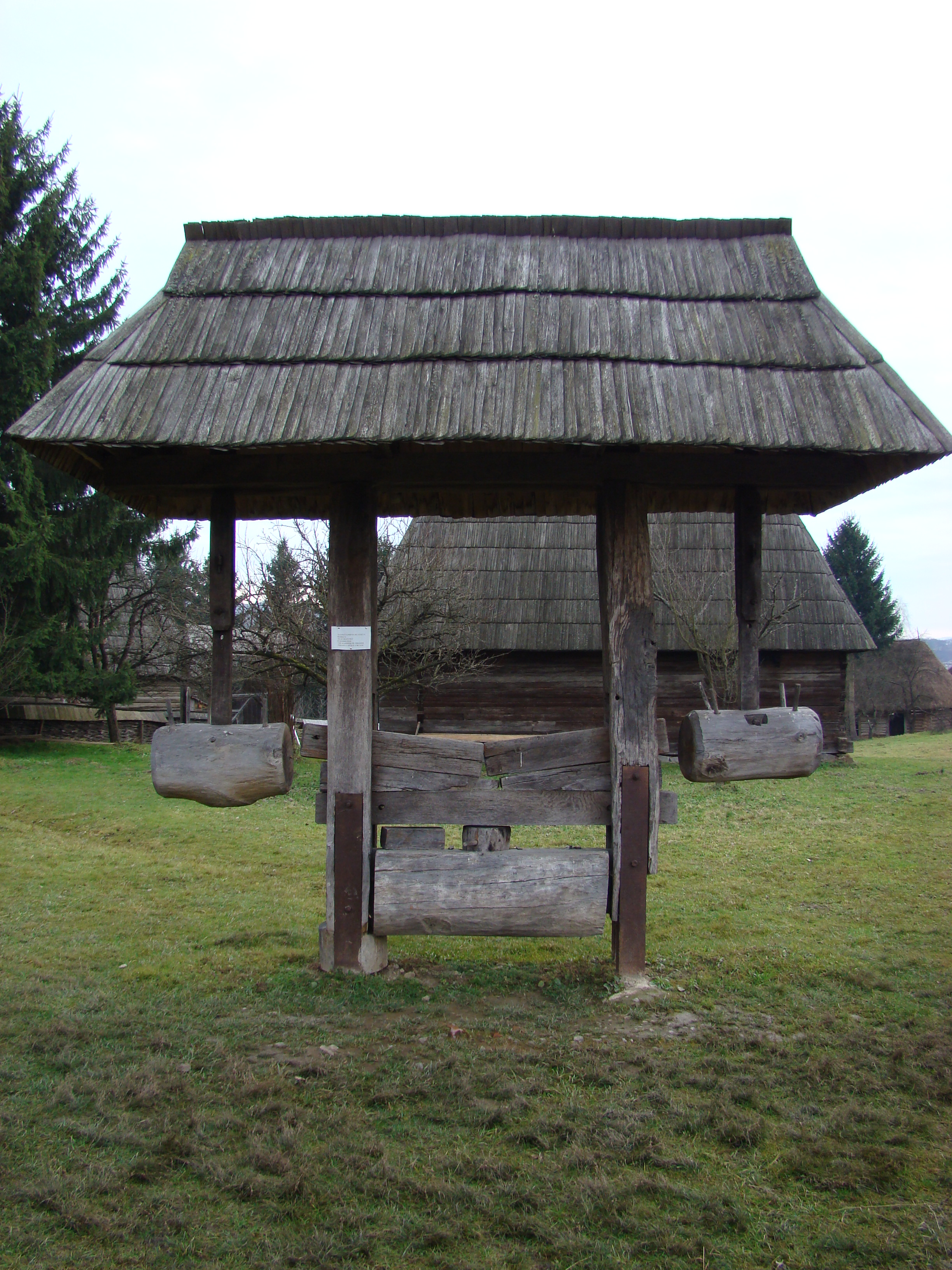
Uleiniță (presă de ulei cu berbeci)
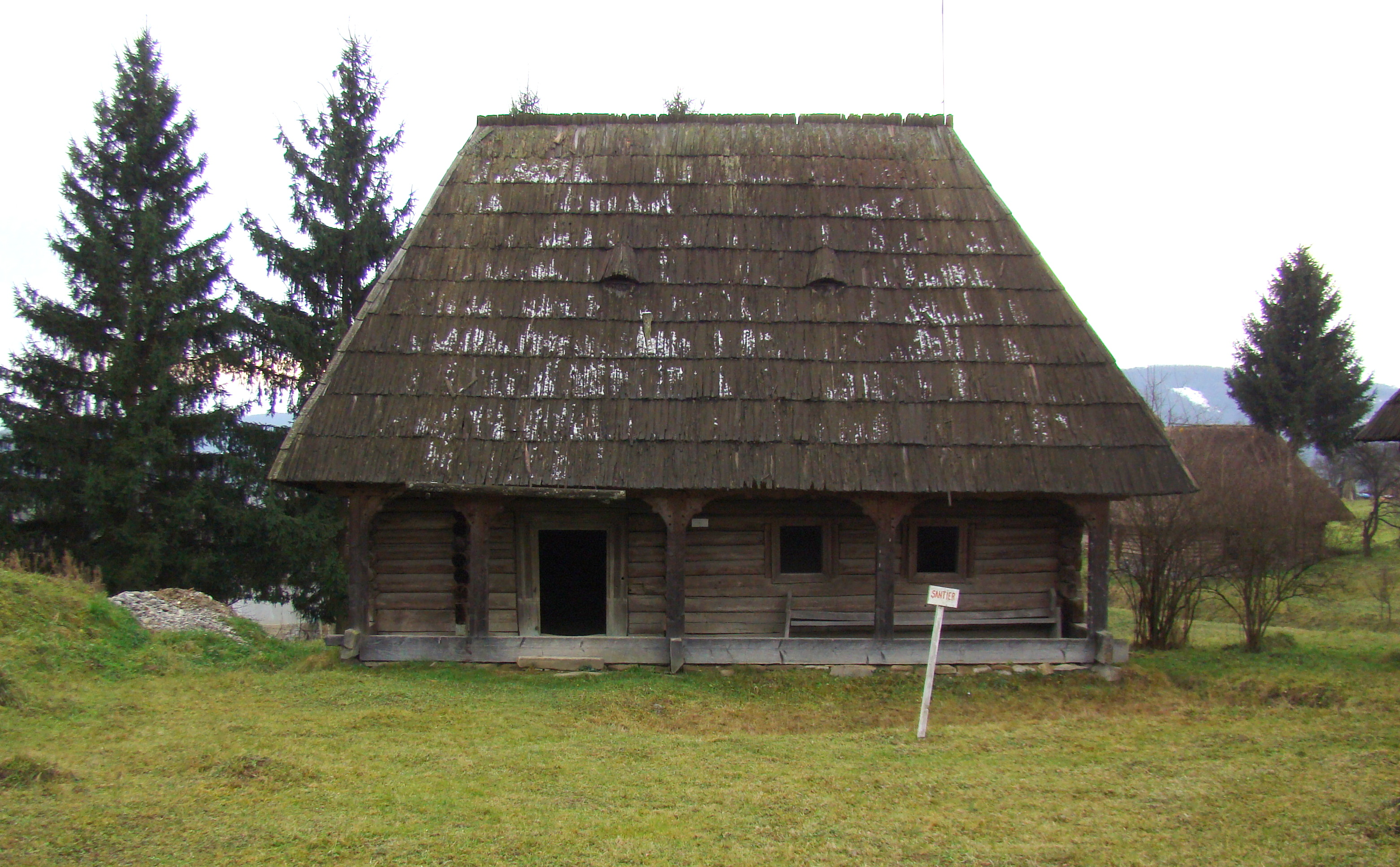
Casa Petrovan, Șieu, Valea Izei (sec. XIX)
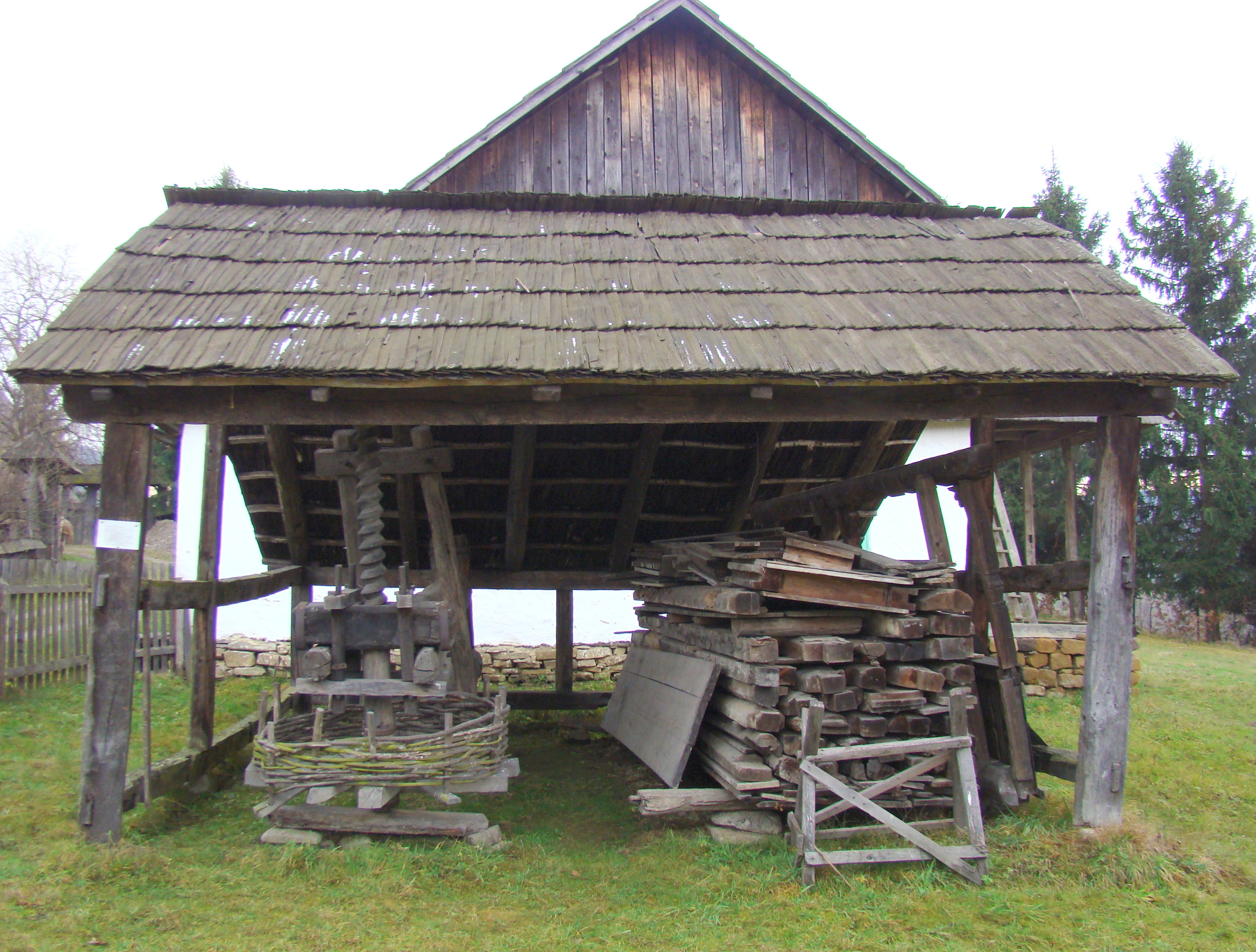
Colejnă: adăpost pentru căruță, lemne de foc și unelte agricole
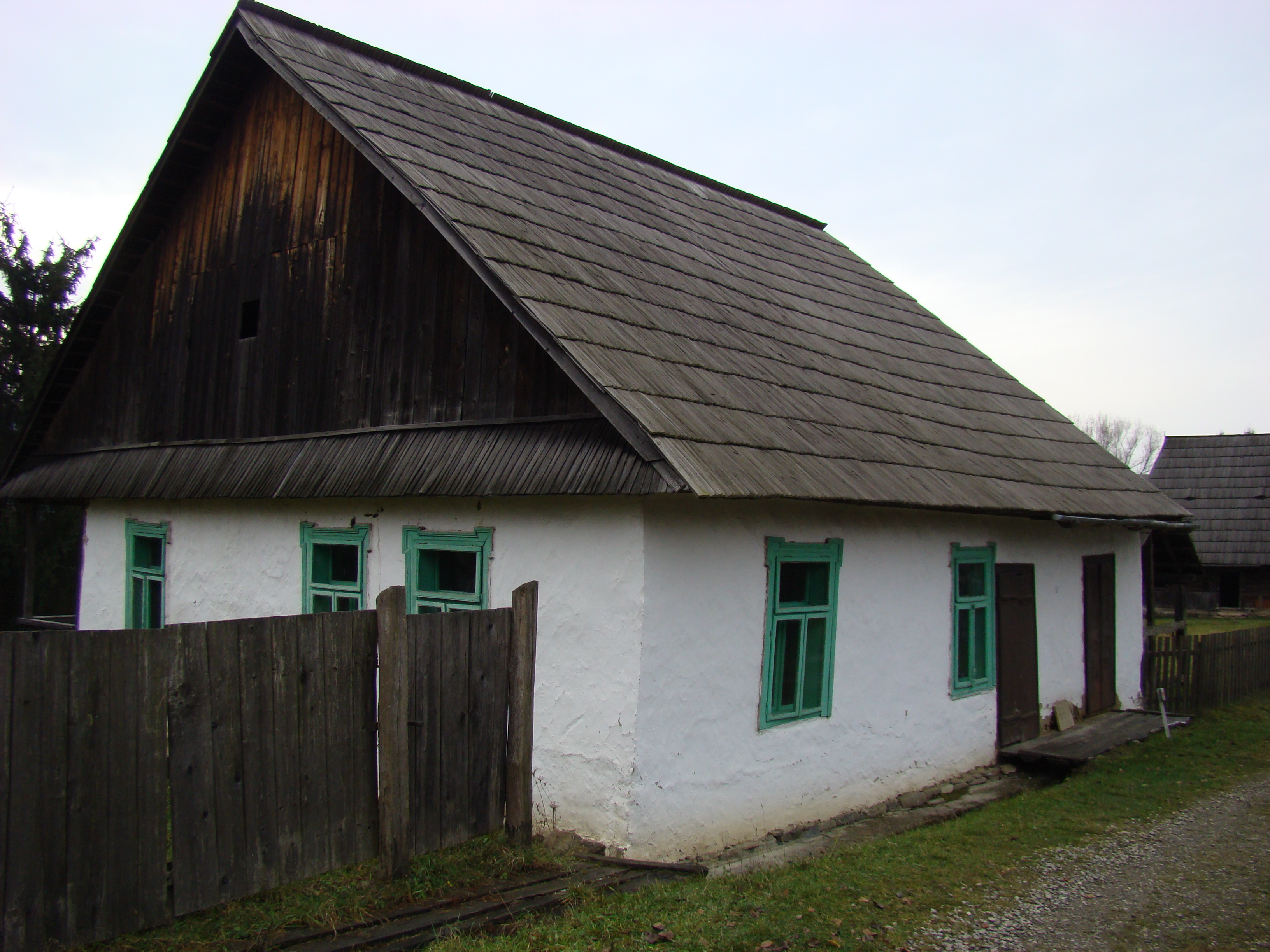
Casă evreiască din Bârsana (Valea Izei) sec. XVIII
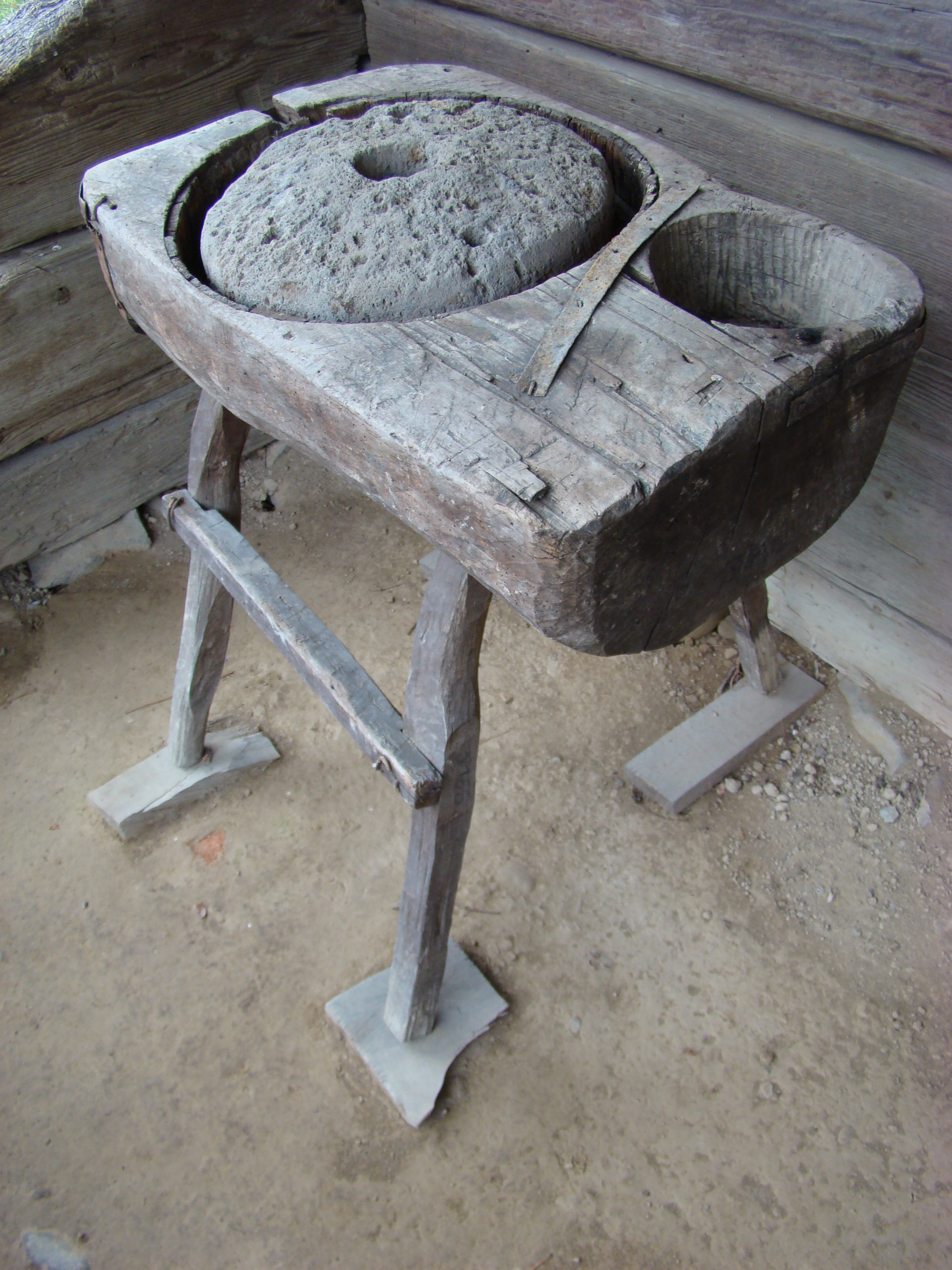
Casa Barcan, Săliștea de Sus, Valea Izei (sec. XIX)
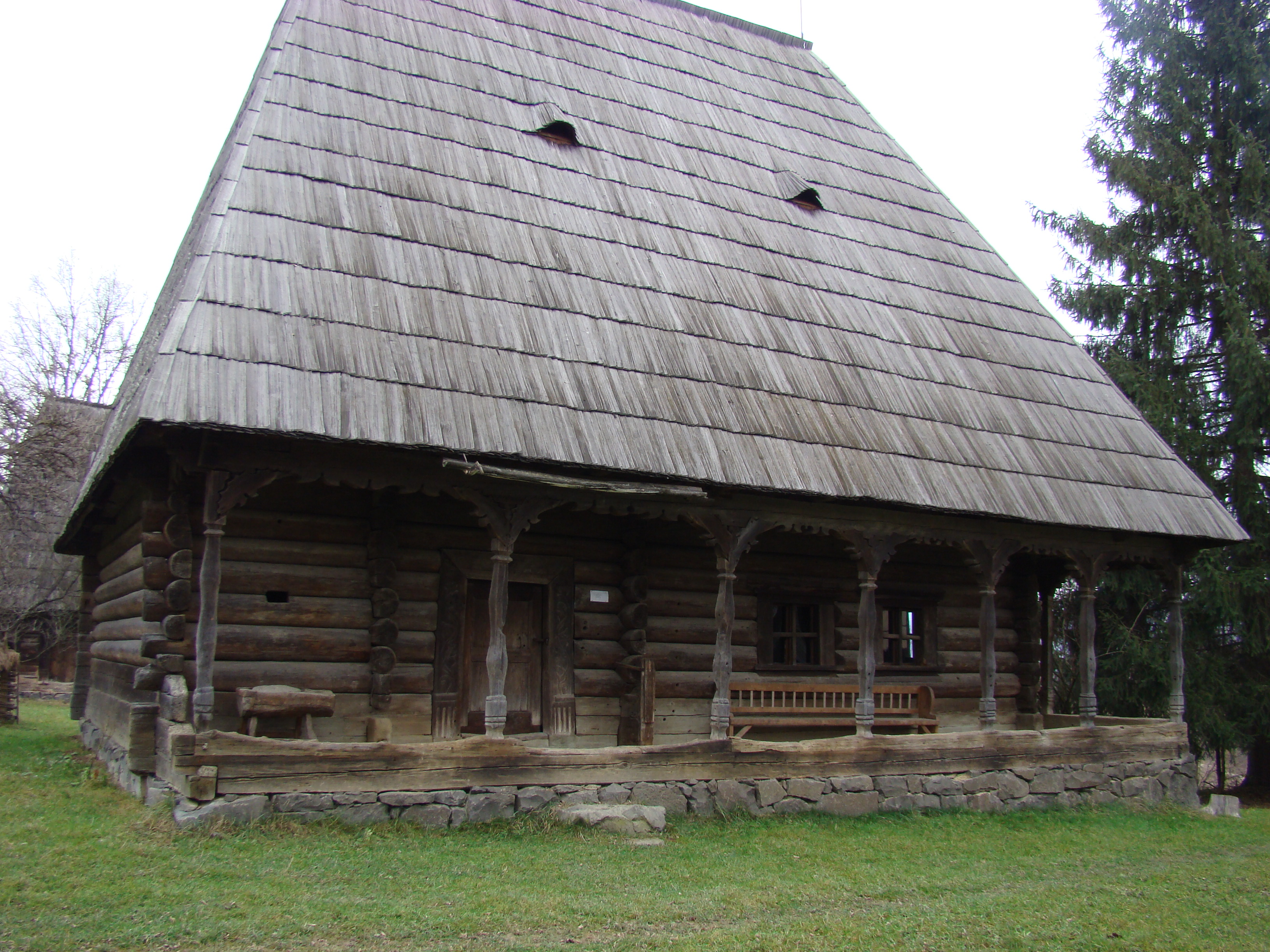
Casa Barcan, Săliștea de Sus, Valea Izei (sec. XIX)
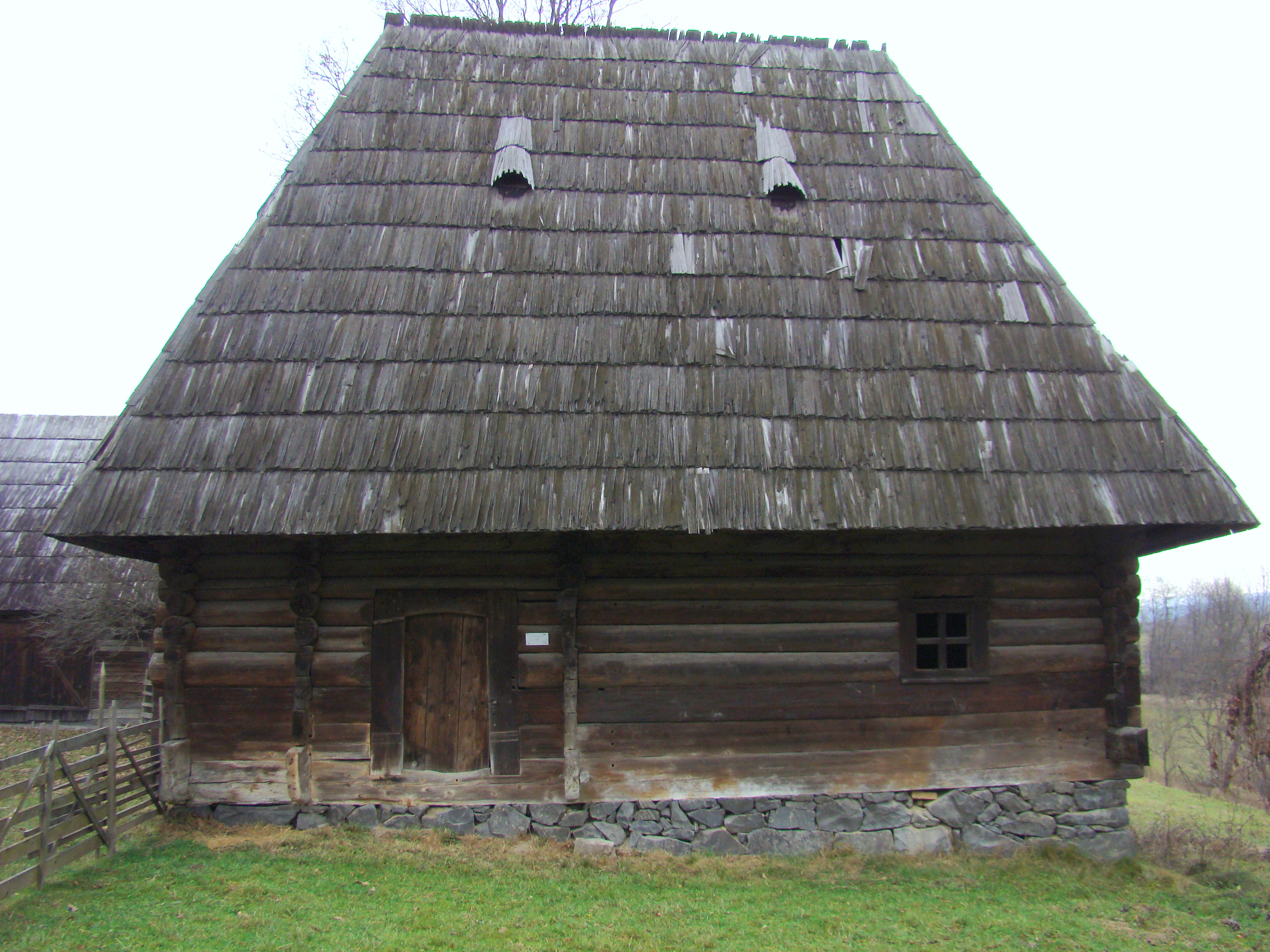
Casa Iuga, Săliștea de Sus, Valea Izei (sec. XVII)
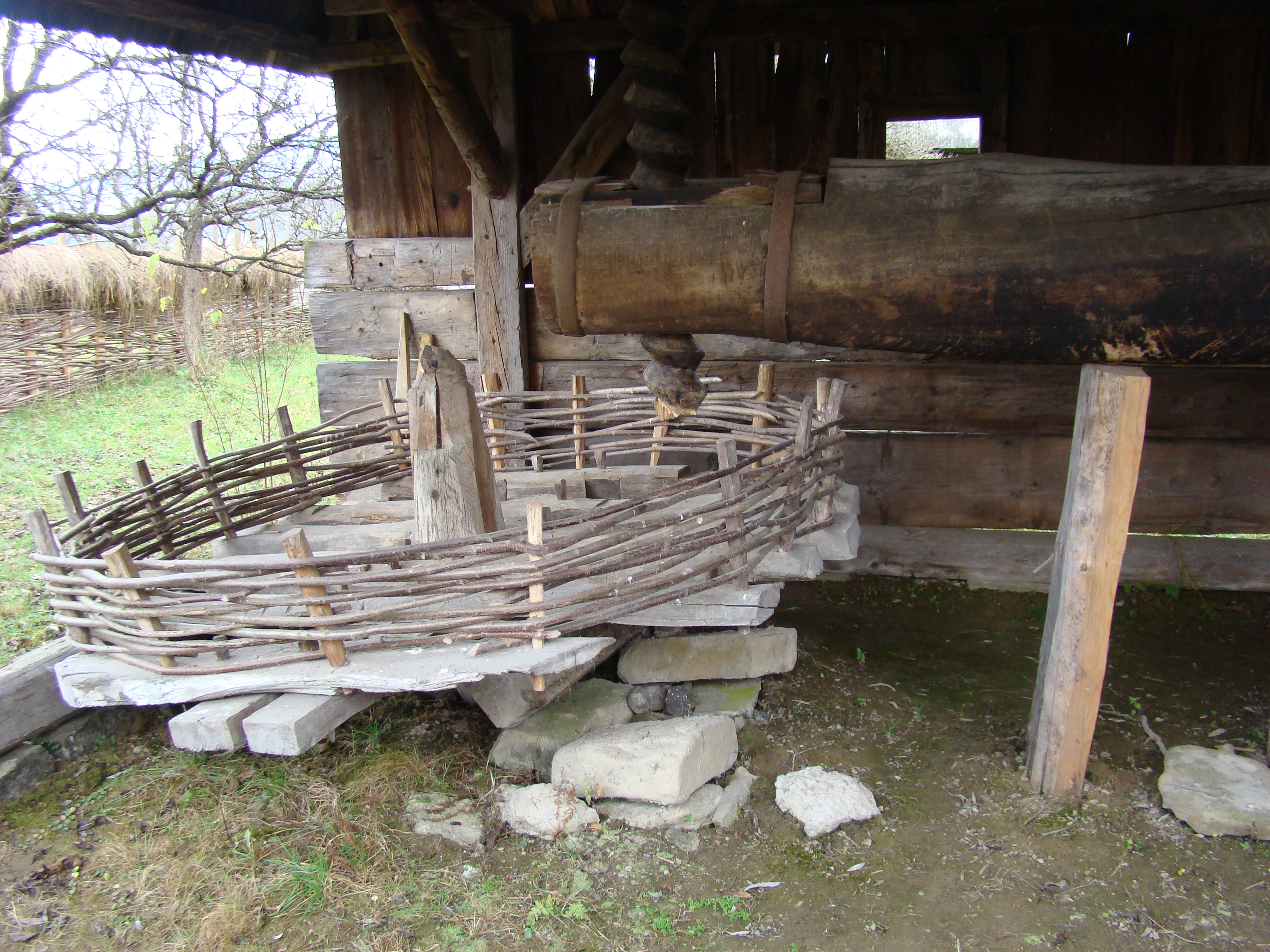
Uleiniță cu șurub
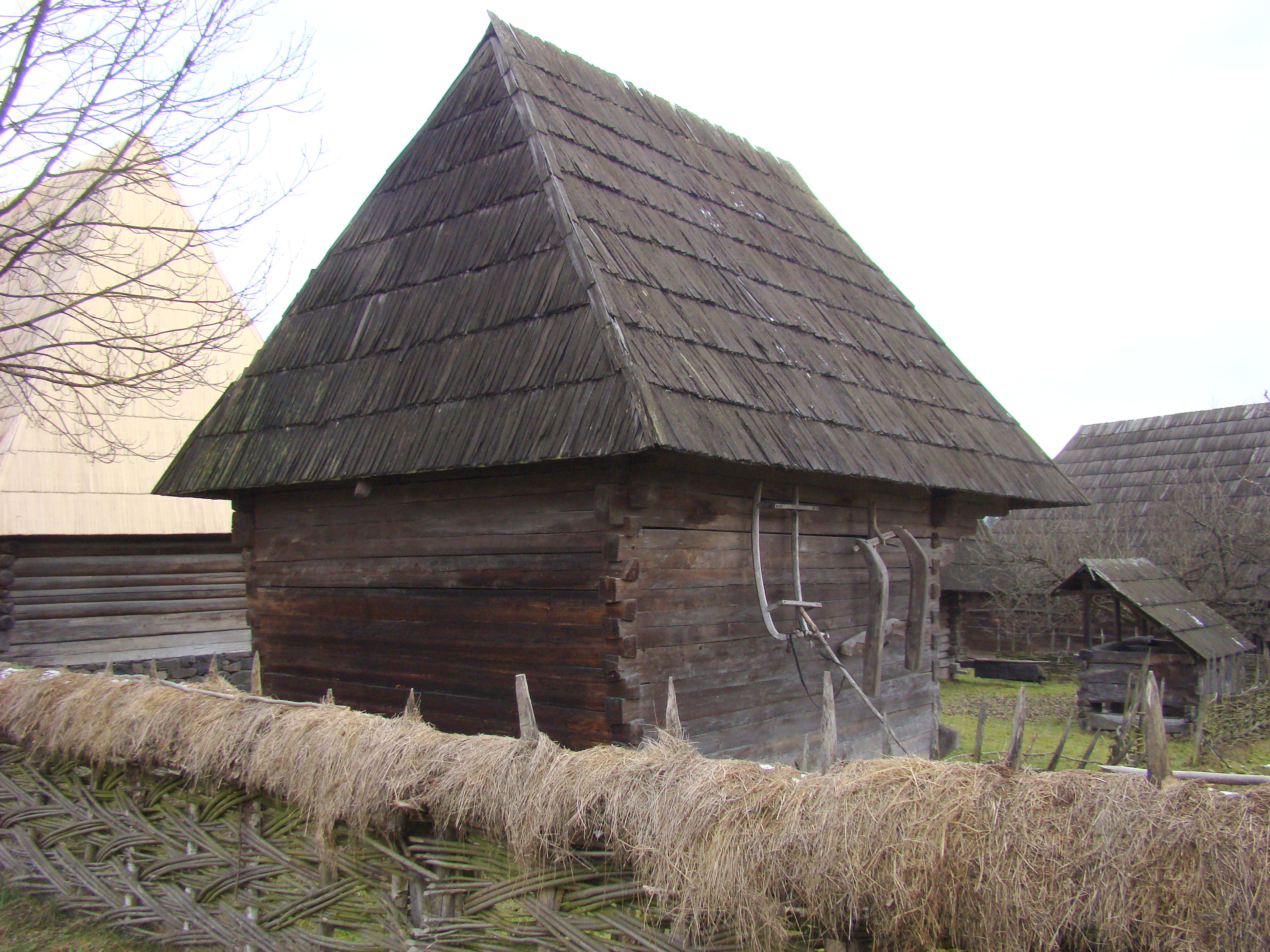
Grajd
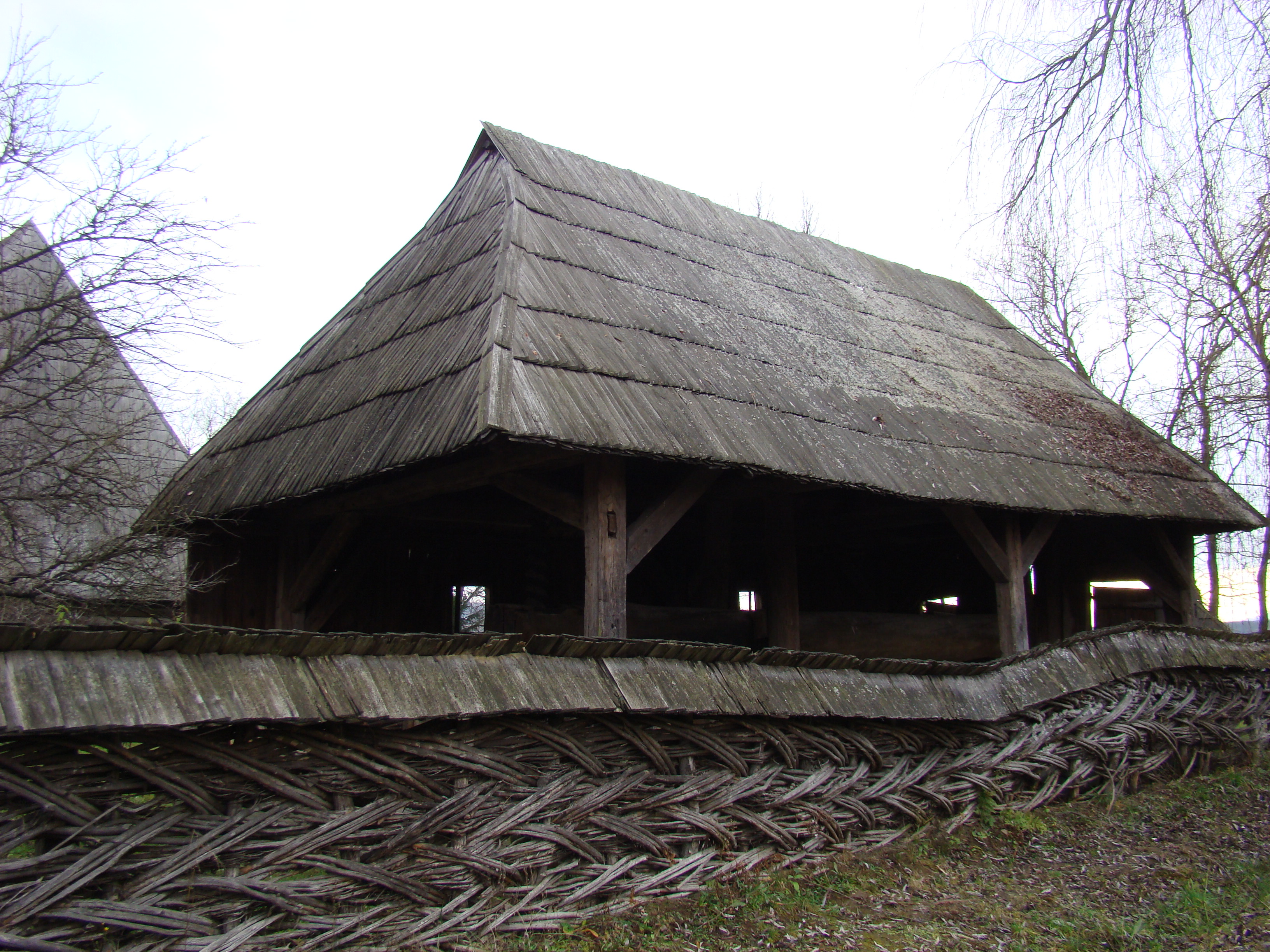
Șură
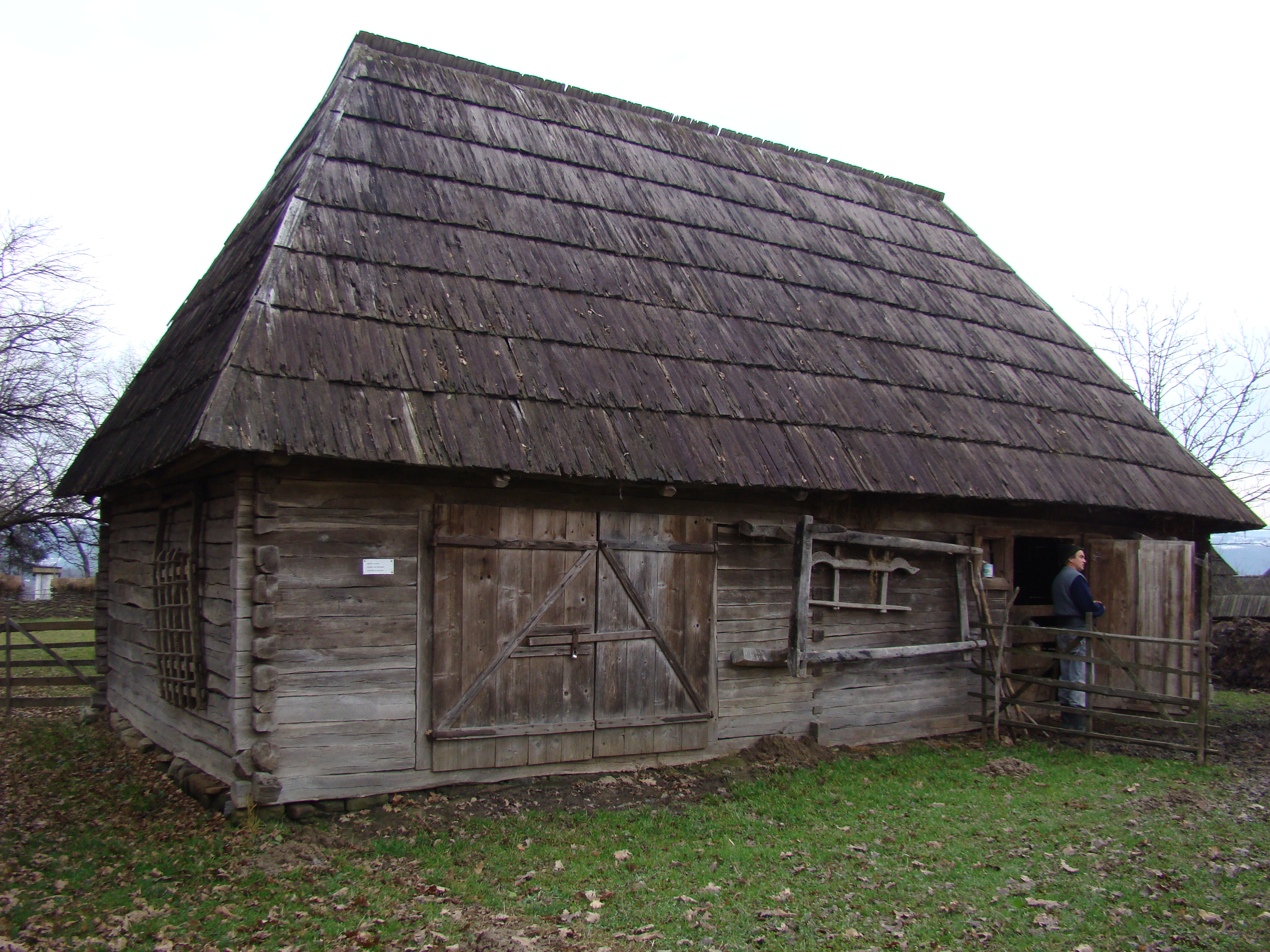
Grajd cu șură
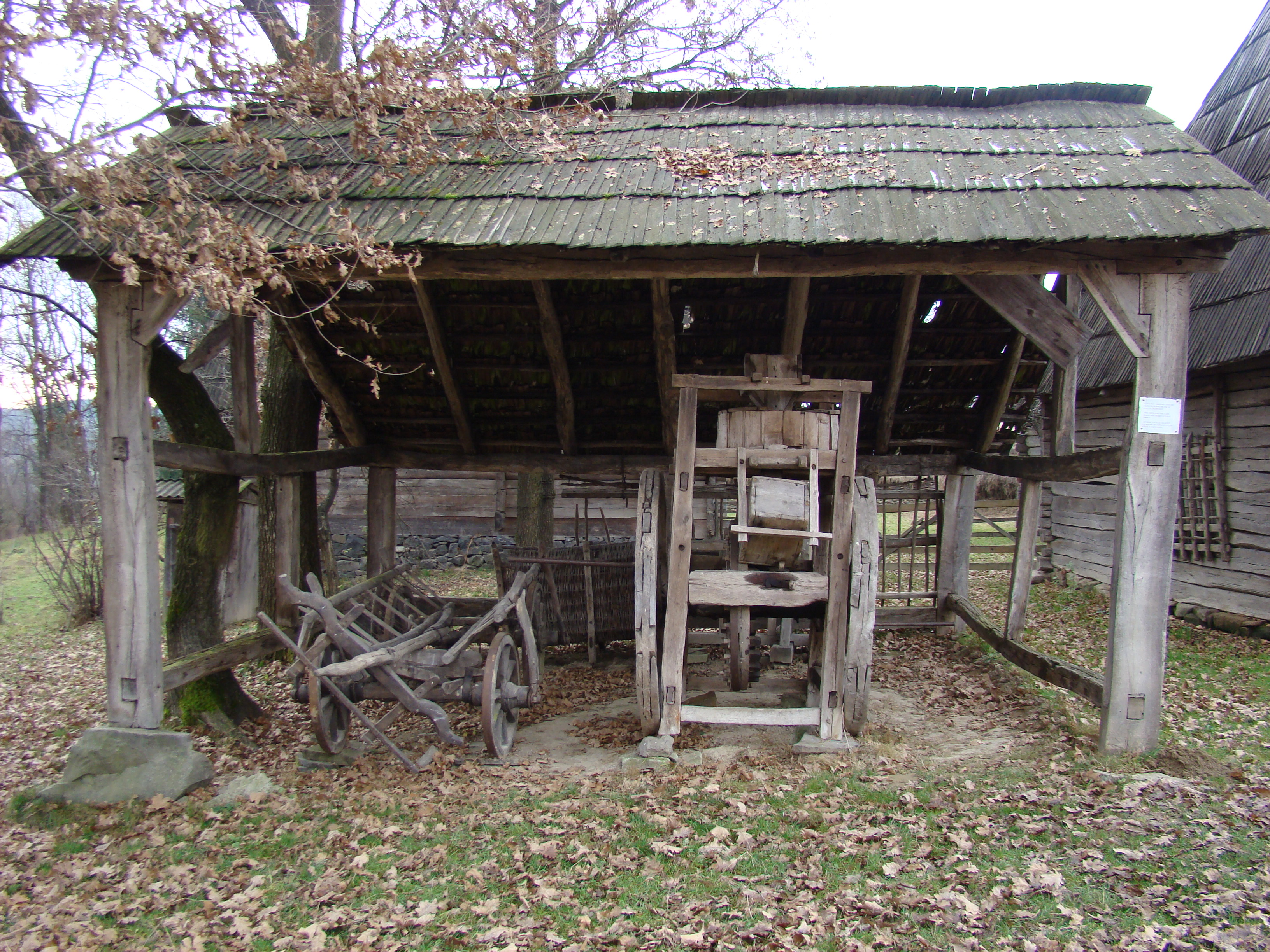
Colejnă: adăpost pentru căruță, lemne de foc și unelte agricole
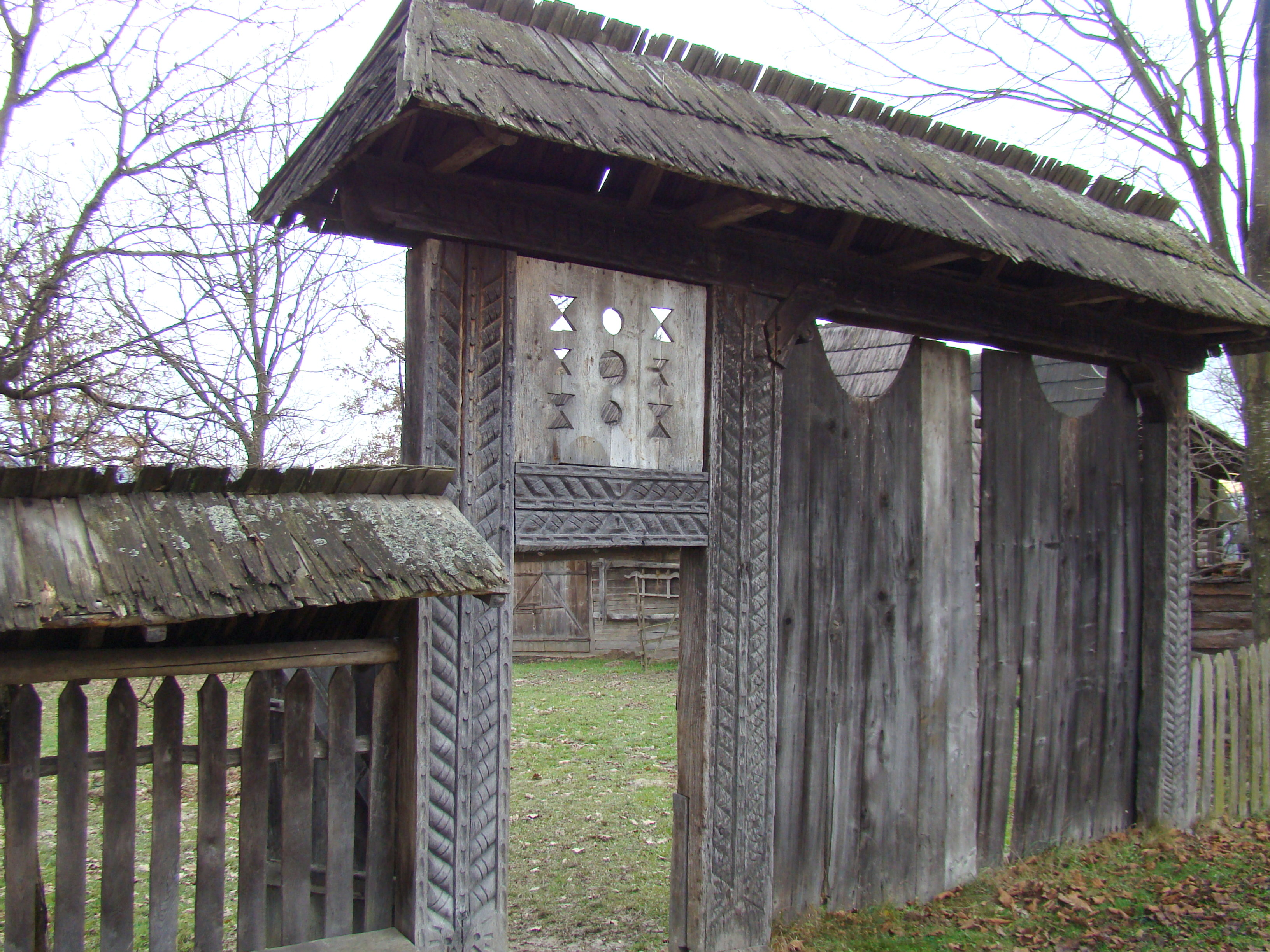
Poartă maramureșeană
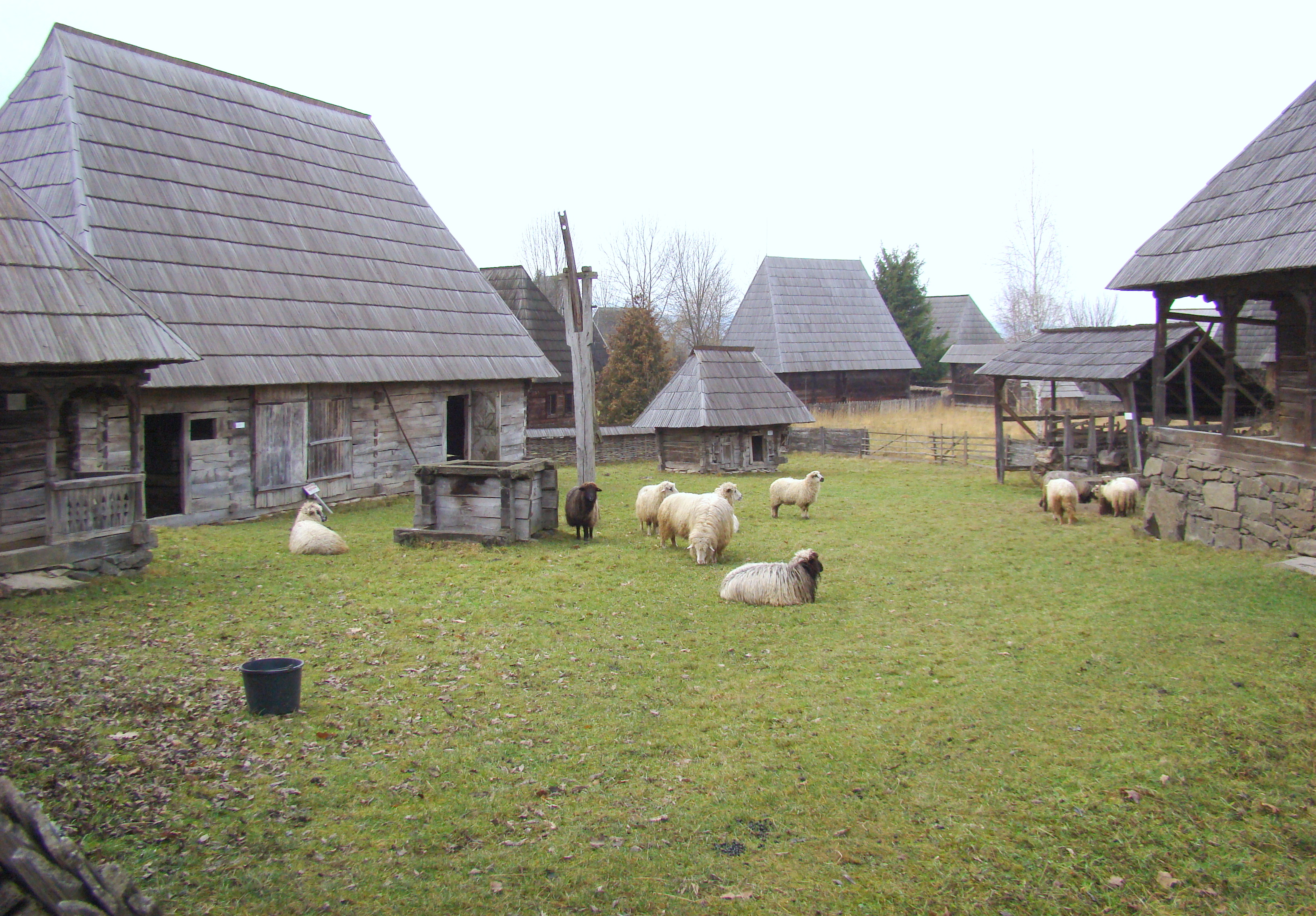
„Stâna”
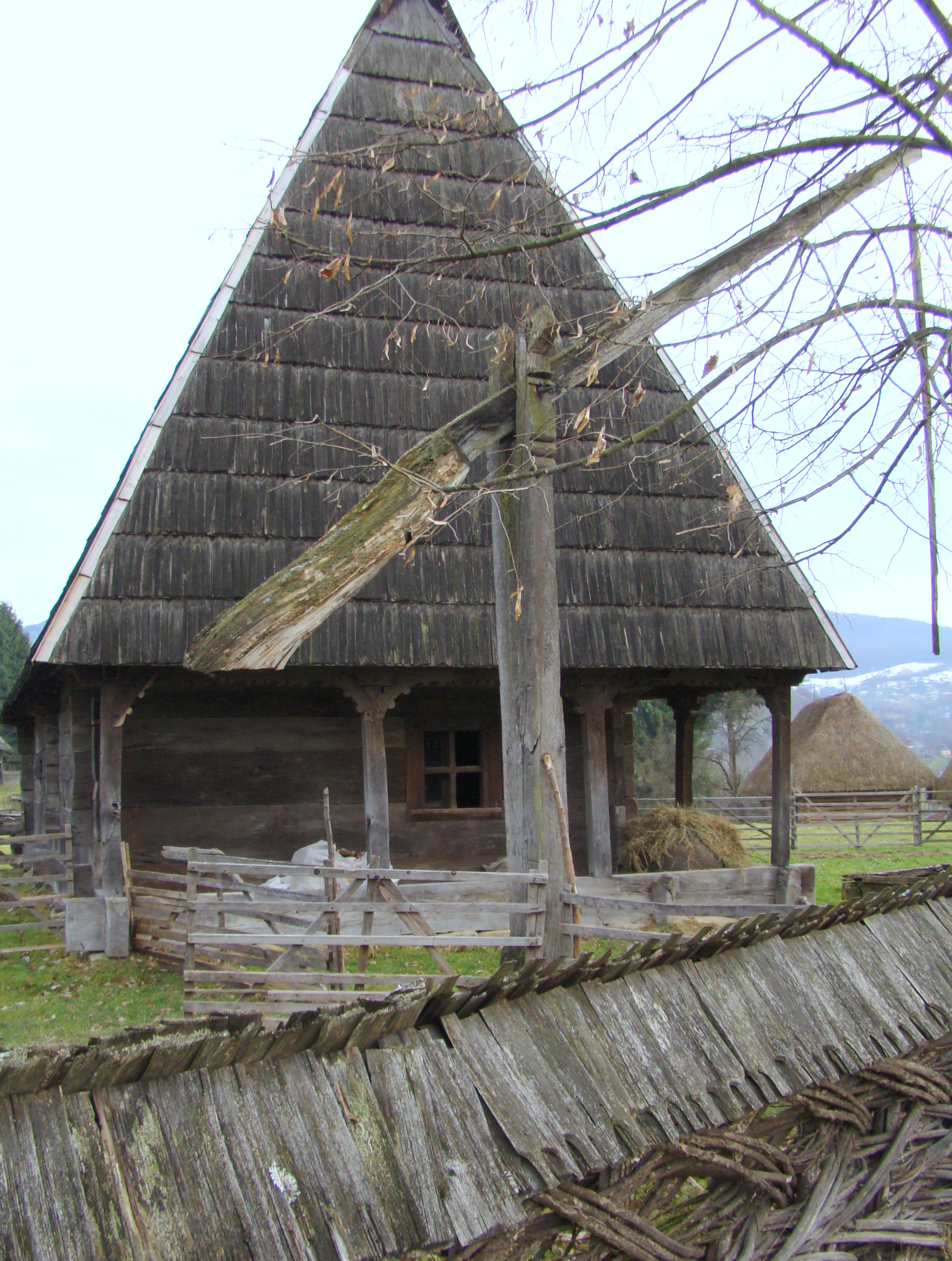
Fântână cu cumpănă
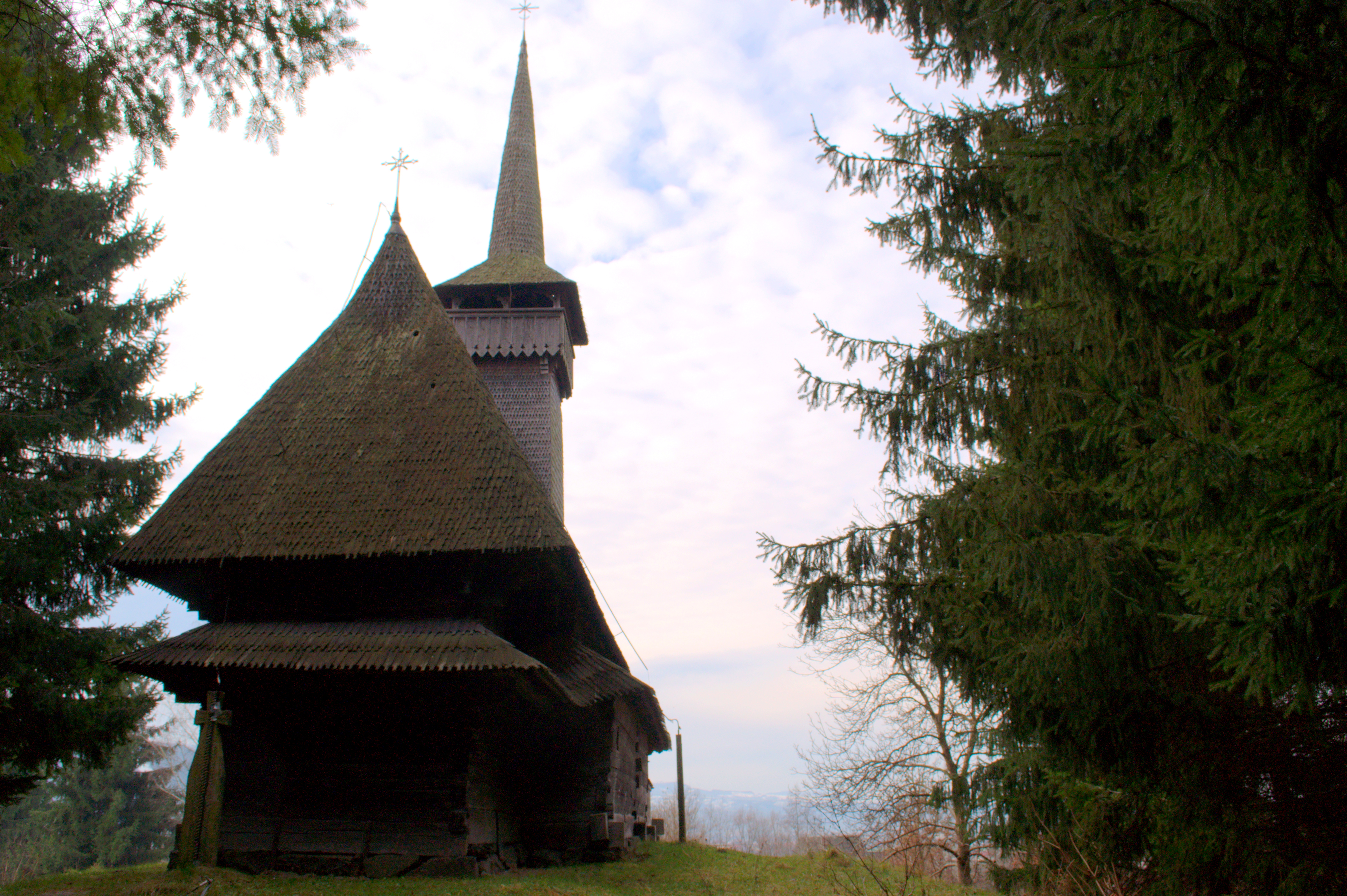
Biserica de lemn adusă din Oncești
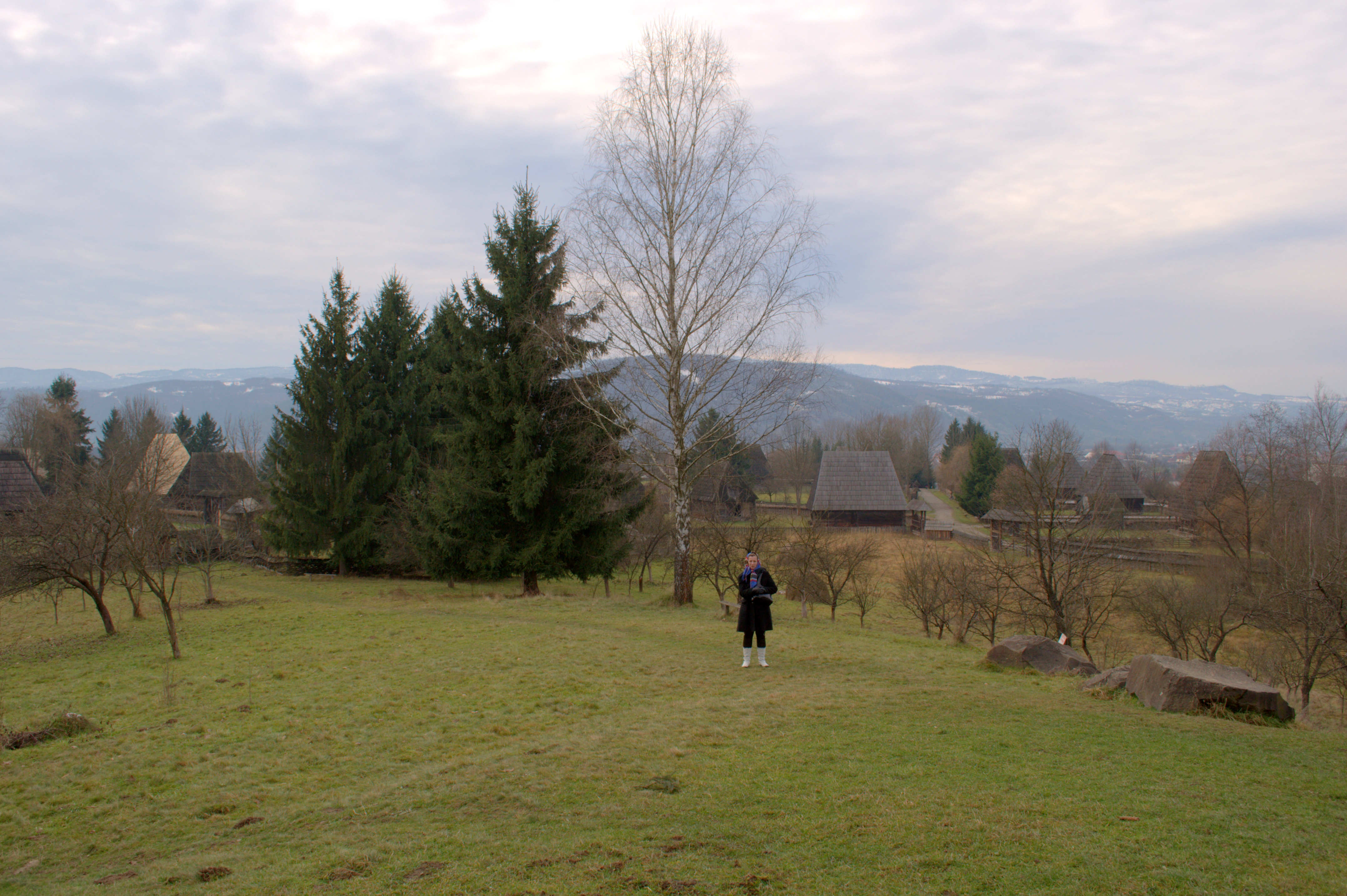
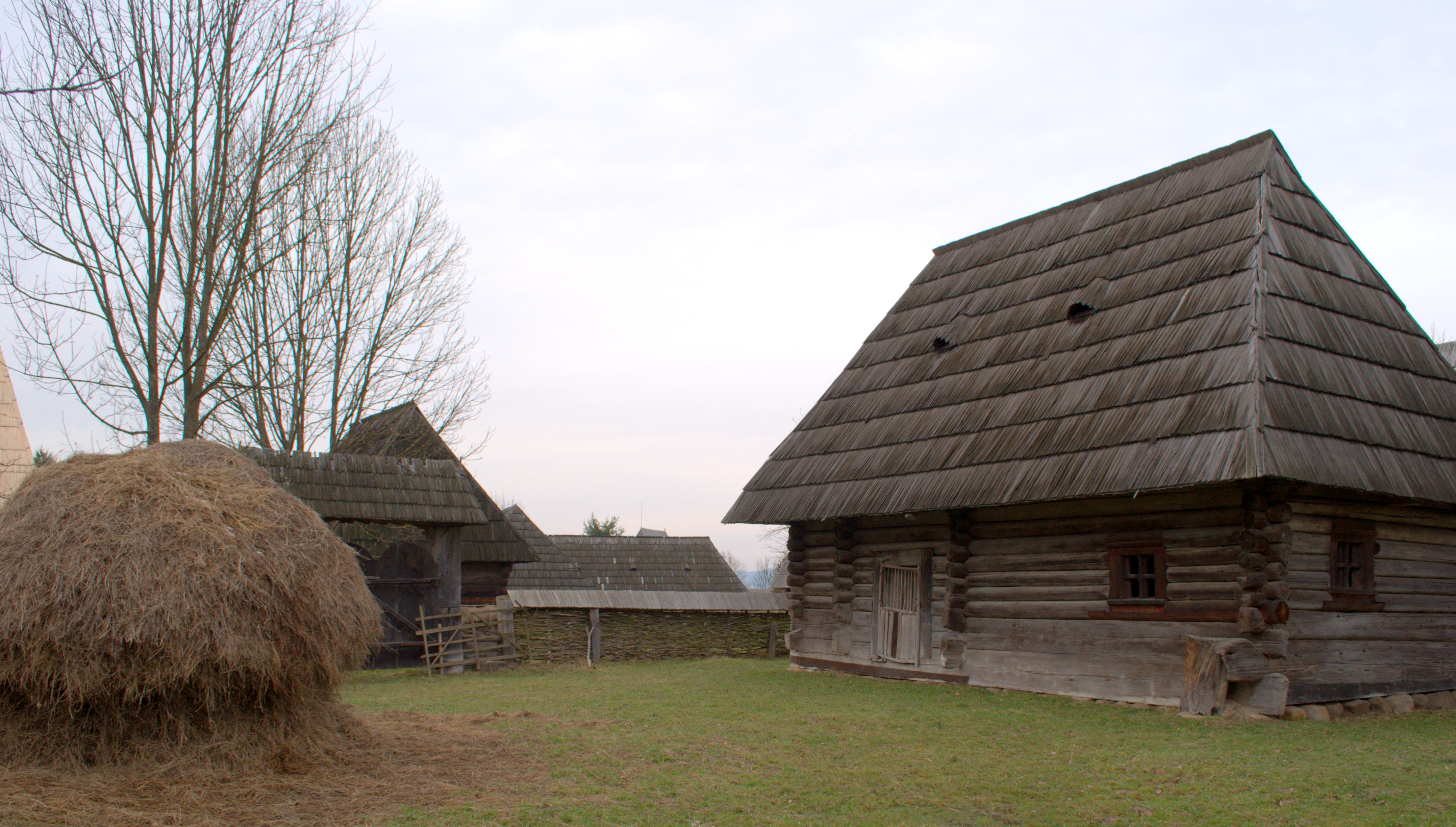
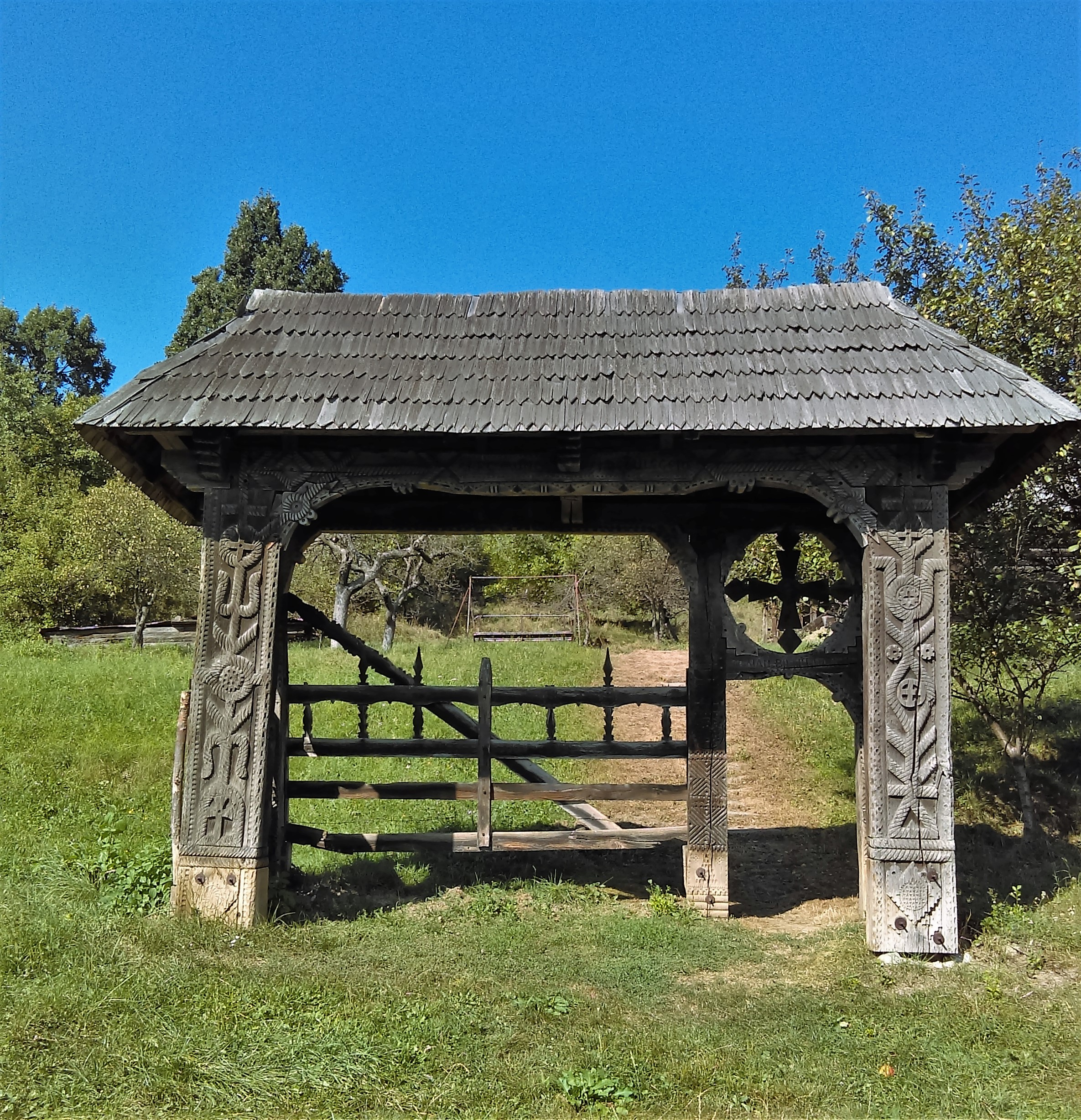
Poartă tradițională din Maramureș
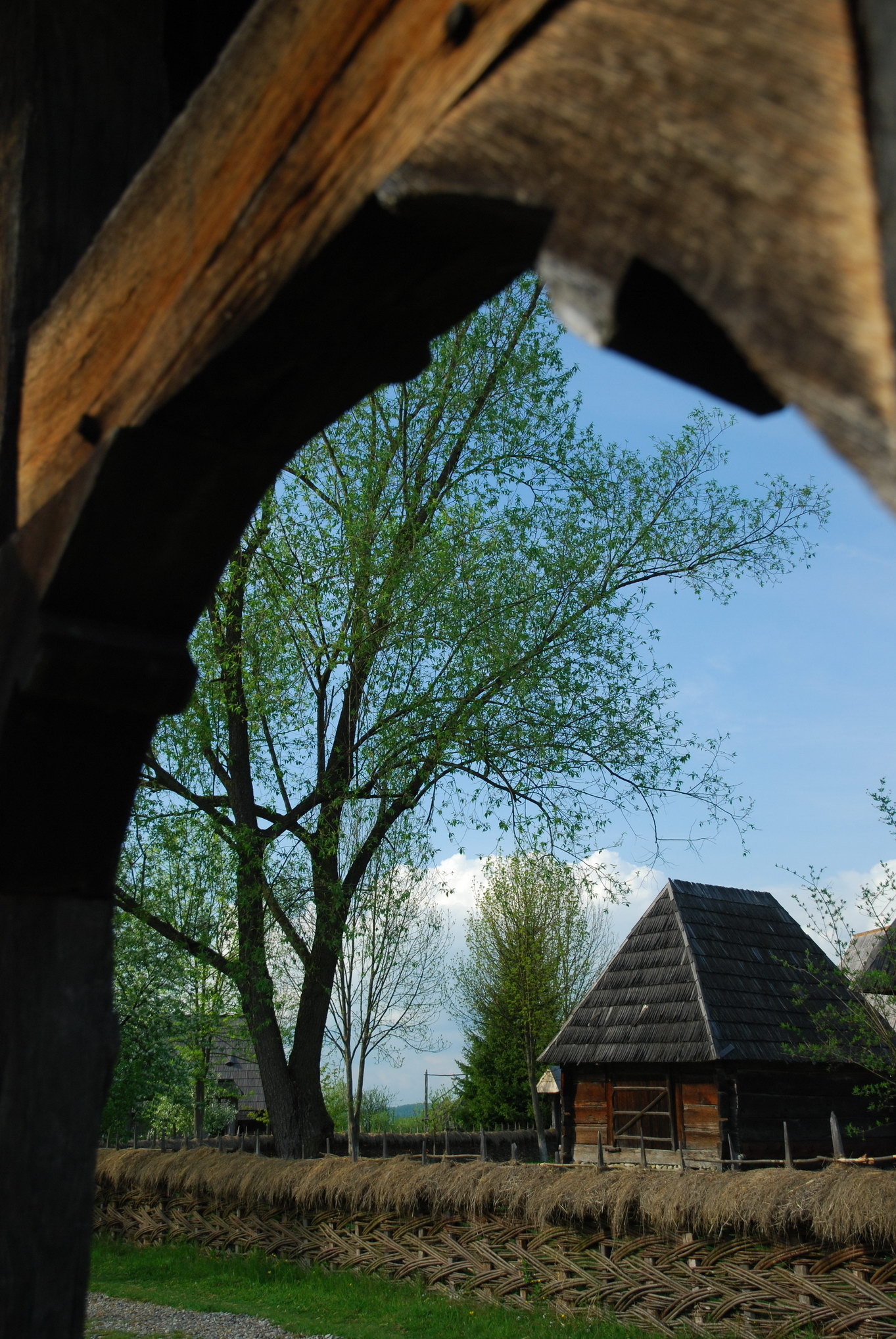